# Курган (Борисовський район)
Курган (біл. вёска Курган) — село в складі Борисовського району Мінської області, Білорусь. Село підпорядковане Мойсеївщинській сільській раді, розташоване в північно-східній частині області.
Рішенням Мінської обласної ради депутатів від 28 травня 2013 року, щодо змін адміністративно-територіального устрою Мінської області, село Курган, уже колишньої Троянівської сільської ради, передане до Мойсеївщинської сільської ради.